# 羽矢謙一
羽矢 謙一（はや けんいち、1929年 - ）は、日本の英文学者。明治大学名誉教授。

## 略歴
熊本市生まれ。東京大学英文科卒。同大学院を経て、青山学院大学助教授、明治大学文学部教授、2000年に定年し名誉教授。　
D・H・ロレンスを専門とし、伊藤整が裁判で敗訴し、削除版のままになっていた『チャタレイ夫人の恋人』の完訳を1973年に刊行した。

## 著書
- 『D.H.ロレンスの世界』（評論社、英米文学シリーズ)  1978.9
- 『ディラン・トマス』（研究社出版、研究社選書)  1983.8。のち電子出版
- 『20世紀イギリス文学研究必携』（虎岩正純共編、中教出版） 1985.4

## 翻訳
- 『愛と生の倫理』（D.H.ロレンス、南雲堂、双書・不安の時代) 1957、改訂1985
- 『D.H.ロレンス文学論集』（パトリア） 1958
- 『現代人の愛について ロレンスの言葉』（社会思想社、現代教養文庫） 1966
- 『ディラン・トマス全詩集』（田中清太郎共訳、国文社） 1967
- 『鳥とけものと花』（虎岩正純共訳、国文社、D.H.ロレンス詩集4） 1969
- 『チャタレイ夫人の恋人』（ロレンス、講談社文庫)  1973、講談社「世界文学全集」1975。のちグーテンベルク21
- 『ディラン・トマス全集 1 詩』（田中清太郎共訳、国文社） 1975
- 『ロレンス短篇集』（八潮出版社、イギリスの文学) 1976
- 『また来る春に会えるなら』（クリスティーナ・ロセッティ、サンリオ） 1981.12
- 『リベカの娘たち 映画のためのスクリプト』（ディラン・トマス、晶文社） 1985.8

## 参考
- 『チャタレイ夫人の恋人』訳者紹介